# Sette anni nel Tibet
Sette anni nel Tibet (Sieben Jahre in Tibet in tedesco) è un romanzo autobiografico di Heinrich Harrer. Da questo testo è stato tratto, 44 anni dopo, il film Sette anni in Tibet.

## Trama
Il protagonista, Heinreich Harrer, narra le vicende che lo portarono, da semplice alpinista e sportivo, a diventare uno dei più intimi amici del quattordicesimo Dalai Lama. Il libro trasporta il lettore all'interno della cultura tibetana, descrivendo minuziosamente molte delle abitudini del popolo e le vicende che portarono il Tibet, da libero e indipendente stato, a diventare una provincia cinese. Tutto nasce insieme ad uno dei grandi sogni del protagonista, che fin da giovane coltiva la passione per l'alpinismo: partecipare ad una spedizione sull'Himalaya. Per riuscire a far parte delle persone scelte per una spedizione sul Nanga Parbat, decide di tentare la scalata dell'Eiger, vetta svizzera considerata all'epoca inespugnabile. Una volta riuscito nell'impresa, la convocazione non tarda ad arrivare e il protagonista si reca quindi in India per partecipare a una delle spedizioni naziste in Tibet.
Una volta giunto nel 1939 in Kashmir però viene sorpreso dall'inizio della seconda guerra mondiale e, insieme ai compagni, viene preso prigioniero nell'allora colonia inglese.
Messo in un campo di prigionia, tenta una prima volta la fuga, il suo progetto: raggiungere il Tibet e la libertà. Dopo 38 giorni però viene catturato e riportato nel campo. L'anno dopo, nella primavera del 1944 (per l'esattezza il 29 aprile), tenta di nuovo la fuga, insieme ad alcuni compagni di prigionia. Il tentativo ha successo e dopo aver vissuto da fuggiasco per vari giorni, riesce a raggiungere il Tibet in compagnia. La libertà tanto sperata però, tarda ad arrivare: il Tibet si dimostra, se pur cortese con gli stranieri, anche fermamente deciso a restare isolato dal mondo. I tre vengono espulsi verso l'India, e attraversano di nuovo la frontiera tibetana, risoluti a conquistarsi la loro libertà. Decidono di dirigersi verso Gartok, sede di un governatore. Soffrono in questo periodo, molte privazioni e patiscono la fame e il freddo. Il governatore, dopo molte trattative, consente il passaggio del gruppo attraverso il suolo tibetano, ma solo per dirigersi verso il Nepal. I tre accettano la soluzione come temporanea.
Giunti a Tradun si consultano con il funzionario locale, che invia a Lhasa una richiesta di soggiorno. Passano vari mesi tranquilli, le attività sono varie. La risposta giunge negativa, i tre sono invitati ad andarsene. Kopp decide di recarsi verso il Nepal: il gruppo si divide. Gli altri due decidono invece di spostarsi nel villaggio di Kyrong, dal quale dopo qualche mese, sono invitati ad andarsene. In più il fascino del paese cominciava a farsi sentire su di loro e Lhasa, la città proibita (nella quale quasi nessun europeo era riuscito a mettere piede) li chiamava a gran voce. Nasce così il progetto di dirigersi verso l'interno, verso la capitale. Il viaggio diventa durissimo per Harrer e Aufschnaiter: la temperatura scende spesso ad un livello di trenta gradi sotto lo zero e le provviste sono molto poche: le zone più selvagge del Tibet sfoderano le loro migliori armi per impedire l'avanzata ai due europei. Solo l'aiuto di famiglie nomadi che abitano nella zona e l'apprezzatissima ospitalità tibetana consentono loro l'arrivo nella zona di Lhasa. I due suscitavano pochi dubbi riguardo alla regolarità della loro condizione per vari motivi: venivano scambiati spesso per kazaki a causa delle loro lunghe barbe, e grazie ad un permesso di via libera che era stato dato loro mesi prima nel primo paese visitato (permesso che in realtà non aveva più valore ormai) anche i più diffidenti li aiutavano. Non per ultimo il fatto che i tibetani ripongono grande sicurezza e fiducia nel loro sistema di isolamento fu per loro di grande aiuto: molti vedendo degli stranieri così vicini al cuore della loro terra non potevano che pensare alla loro regolarità, in quanto altrimenti non sarebbero mai giunti fino a lì.
Giunti a Lhasa vengono ospitati da molte famiglie ricche della città, in quanto personaggi "importanti" per la vita della città. Viene loro concesso un soggiorno temporaneo, che cominciano a ripagare con lavori di vario genere. In poco tempo diventano popolari e si guadagnano la fama di "tuttofare". Il rapporto con la tradizione tibetana cresce sempre di più e cominciano a sentirsi profondamente legati alla cultura del luogo. Presto si sentono perfettamente integrati nella società, pur non mancando di farsi notare per alcune idee o attività decisamente fuori dal comune nella capitale tibetana. Dopo qualche anno comincia a crearsi un rapporto tra il giovane Dalai Lama e Harrer: il secondo si occupa di alimentare alcune passioni che caratterizzano il giovane Dio-Re, quali il cinema: diviene il suo "cameraman" di fiducia. Progetta e realizza importanti opere di ingegneria idraulica. Viene successivamente incaricato di costruire, all'interno della residenza estiva del Dalai Lama, un cinema per la visualizzazione delle pellicole da lui registrate. Con questo avvenimento nasce la relazione tra i due: Harrer scopre nel Dalai Lama un bambino intelligente e pieno di curiosità, con una grande voglia di sapere. In quanto europeo, ed uno dei pochi a Lhasa con un discreto bagaglio culturale, diventa il suo maestro, senza peraltro riuscire nemmeno ad intaccare la grande voglia di sapere del sovrano. Nasce tra i due un'intesa speciale. Proprio quando le cose diventavano perfette per i due europei, sul Tibet si distende l'ombra della Cina comunista e della sua voglia di conquista.

## Edizioni
- Sette anni nel Tibet, traduzione di Guido Gentilli, 1ª ed., Milano, Garzanti Editore, 1953, SBN UBO0085927.
- Sette anni nel Tibet, traduzione di Guido Gentilli, Ingrandimenti, 7ª ed., Milano, Arnoldo Mondadori Editore, 1997, ISBN 88-04-42145-2.